# World Taekwondo
De World Taekwondo (WT) is een internationale sportfederatie voor het taekwondo. 

## Historiek
De World Taekwondo Federation (WTF) werd opgericht in 1973, na een schisma in de International Taekwon-Do Federation (ITF) ten gevolge van politieke ruzies tussen Noord- en Zuid-Korea. Aanleiding was een bezoek van de grondlegger van het taekwondo, generaal Choi Hong-hi, aan Noord-Korea. Zuid-Korea zag dit als een provocatie en nam maatregelen om van de nationale sport een "eigen" taekwondostijl te ontwerpen.
Tijdens de Olympische Jeugdzomerspelen 2014 te Nanjing sloten de WTF en het ITF een protocol onder begeleiding van het Internationaal Olympisch Comité (IOC) waarbij beide organisaties onder meer gezamenlijke taekwondo-evenementen organiseren in Rusland, Noord-Korea en Zuid-Korea.
In juni 2017 werd de WTF omgevormd tot World Taekwondo (WT).

## Bestuur
WT wordt, in tegenstelling tot de ITF, vanuit één centrale wereldorganisatie bestuurd, deze organisatie is Kukkiwon (국기원). Het kukkiwon overziet het taekwondo curriculum en stelt de regels hiervoor vast. Ook registreert het kukkiwon de dan-examens.

### Voorzitter
| Periode   | Voorzitter     |
| --------- | -------------- |
| 1973 - ?  | Un Yong Kim    |
| ? - heden | Chungwon Cloue |

## Aangesloten federaties
World Taekwondo is lid van het Internationaal Olympisch Comité en telt vijf continentale federaties:
- World Taekwondo Europe (WTE) - 50 aangesloten federaties
- World Taekwondo Asia (ATU) - 43 aangesloten federaties
- World Taekwondo Pan America (WTPA) - 45 aangesloten federaties
- World Taekwondo Africa (WTAF) - 51 aangesloten federaties
- World Taekwondo Oceania (WTO) - 19 aangesloten federaties

In Nederland wordt de WTF officieel vertegenwoordigd door de Taekwondo Bond Nederland (TBN), in België door de Belgian Taekwondo Federation (BTF). De BTF is op haar beurt onderverdeeld in Taekwondo Vlaanderen (TW), de Association Belge Francophone de Taekwondo (ABFT) en ten slotte het Taekwondo Verband der Deutschsprachige Gemeinschaft (TVDSG).

## Sportevenementen

### Wereldkampioenschap
Het eerste wereldkampioenschap werd georganiseerd in 1973 in het Zuid-Koreaanse Seoul, sindsdien vindt er tweejaarlijks een editie plaats. 

### Olympische Spelen
Nadat de sport vanaf de Olympische Zomerspelen 1988 in Seoel als demonstratiesport was geïntroduceerd, maakte de sport tijdens de Olympische Zomerspelen 2000 in Sydney zijn debuut als Olympische Zomersport. De organisatie gebeurd samen met het ITF. Sparren (het vrije gevecht) was voor het eerst een officiële discipline. Het competitiereglement voorzag 4 gewichtsklassen voor de heren, en 4 voor de dames.